# Caspar (heilige)

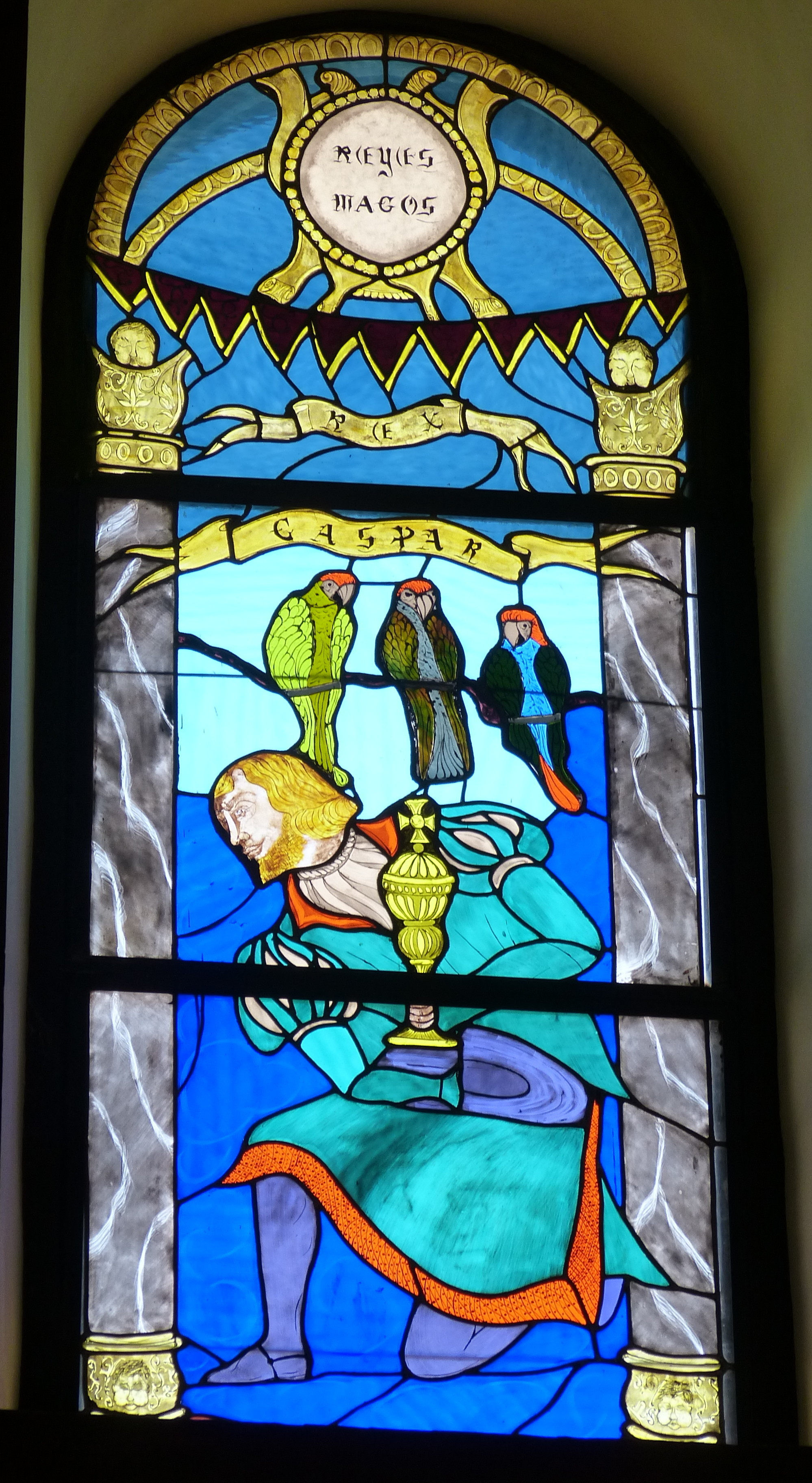
Glas in lood met afbeelding van Caspar, Iglesia de la Concepciòn, Gran Canaria

Caspar  is een van de heilige drie koningen uit de legende die is ontstaan als uitbreiding op het verhaal van de Wijzen uit het Oosten, zoals dat in het Evangelie volgens Matteüs wordt verteld. In deze legende is Caspar een 20-jarige Afrikaanse jongeman. De betekenis en herkomst van die naam is onzeker, maar veelal wordt ze verklaard vanuit het Perzische "kandschwar" wat schatbewaarder betekent.
De kerkelijke feestdag is op Driekoningen, 6 januari. De naam Caspar wordt ook weleens geschreven als Casper, Gaspar, Jasper of Kasper. De aan hem toegeschreven relieken worden bewaard in de Dom van Keulen.